# Ortoll
L'Ortoll és un espai verd d'una superfície d'unes 97 hectàrees situat a la part costanera oest de la ciutat de Vilanova i la Geltrú. Té la particularitat de ser una de les últimes zones no urbanitzades de la costa barcelonina. Hi podem trobar elements de gran valor històric, arqueològic, cultural, ambiental, ecològic i agrari.

## Construccions

### Pedra seca
Les construccions de pedra seca són molt abundants en tota l'àrea ocupada per l'Ortoll. Es calcula que arriben a haver-hi fins a cinc quilòmetres de murs de pedra seca i unes deu barraques, tres de les quals en molt bon estat, en tota la zona.
Aquest mètode de construcció, la pedra seca, es pot trobar en aquest indret ja que majoritàriament entre l'any 1750 i 1950, la forta immigració interior a Catalunya va portar molts pagesos i camperols al litoral per guanyar-se la vida. A més, a mitjans del segle xviii, l'agricultura del vi al Penedès va començar a massificar-se i la necessitat de conrear més terrenys va impulsar les construccions de pedra seca al camp.
Dit això, a l'Ortoll trobem barraques de pedra seca, anomenades mulasses a Vilanova i la Geltrú. Aquestes construccions feien la funció de cobert d'estris per als pagesos, i fins i tot, si la mida ho permetia, com a lloc per a acomodar el bestiar. A les vores de les mulasses, sovint hi trobarem arbres fruiters per donar ombra i aliment.
També hi ha una gran xarxa de murs de pedra seca per contenir i delimitar els cultius. Tot i que les vinyes de l'Ortoll estan abandonades de fa força temps, encara n'hi ha algunes que estan sent recuperades per voluntaris que les restauren.
En aquest sentit, la Plataforma Defensem l'Ortoll i l'ONG Garraf Coopera treballen a la zona per tal de protegir-la i preservar-la des del 2011. Des de l'organització, s'intuïa que hi havia cert valor paisatgístic i patrimonial que valia la pena protegir, però no va ser fins més tard, quan es va saber que l'Ortoll formava part del camí ramader més important de Catalunya i que era un dels llocs d'Espanya amb major concentració de construccions de pedra seca, i va ser declarada Patrimoni de la Humanitat per la UNESCO, que l'assumpte va començar a ser tractat amb importància.
Actualment, la restauració no s'atura, i la feina de treballadors i voluntaris ha quedat palesa en l'entorn de l'Ortoll. Amb l'ajuda de margeners professionals, s'ha pogut adequar la xarxa de camins mil·lenaris per al gaudi públic i recuperar fins a un quilòmetre i mig de marges de pedra seca. Per aquests motius, l'Ortoll va ser l'emplaçament de dos camps de treball internacionals els anys 2017 i 2018.

### Molí de n'Escardó
Tot i que avui en dia només en podem observar les restes, el Molí de n'Escardó va ser un molí de vent del qual es té constància des del 1616, quan es va autoritzar la seva construcció a nom de Joan Esquerdó. Posteriorment, ha sigut documentat amb un ampli seguit de noms. El 1725 adquireix el nom de Molí de n'Escardó, i el 1739 ja es coneix com a Torre de l'Escardó. Al segle xix, passa a ser conegut com a Molí de Vent a Darró o Sínia Torre Escardó. Actualment, el cognom Escardó encara és viu a Vilanova i la Geltrú, tot i que ha anat patint variacions des de l'Esquerdó original.

### Xalet de l'Ortoll
Actualment està enderrocat i el jardí i arbres monumentals estan morts o en deplorable estat de manteniment degut a les destrosses de l'esclafit que patí la zona el dia 12 d'agost de 2019. Era una construcció d'estil modernista i era situada en un terreny molt fèrtil de la riba del torrent de Sant Joan. En destacaven la gran presència d'arbres monumentals, com una alzina i un llentiscle centenaris, pins canaris a més a més d'una omeda, pins i xiprers.

## Camins
En aquesta zona, els camins apareixen en els documents històrics des de fa segles. Han estat declarats de domini públic i emparats sota la llei, com tots els camins ramaders, ja que són considerats ecològics, garantia de qualitat de vida, patrimoni cultural, recurs econòmic i signe d'identitat. A més, els camins de l'Ortoll serveixen no només per connectar la ciutat amb els horts que hi ha, sinó que també formen part de la xarxa de transhumància, utilitzada per al trànsit de bestiar durant els pasturatges d'estiu o d'hivern.

### Carrerada de la Talaia
Anomenada Carrerada de la Talaia o de la Serra i datada des del 1723, va ser el camí més transitat. S'iniciava a Ribes Roges, travessava el camí de Sant Gervasi, seguia pel costat del xalet de l'Ortoll i de la Torre de l'Escardó per continuar cap al Molí de Vent i enllaçar amb l'antic camí de Cubelles. Des de la Collada, es dirigia als Sis Camins passant per Mas d'en Palau i Mas Ricart, després, pujava a la Talaia, on s'ajuntava a la Carrerada de la Cerdanya, que conduïa als Pirineus.

### Camí de Sant Gervasi
El Camí de Sant Gervasi o Fondo, citat des de l'any 1410 i anomenat anteriorment Camí d'Adarró, portava a horts i sínies que hi havia fora dels nuclis de població i arribaven fins a l'actual jaciment ibèric de Darró.

## Elements naturals

### Cultius
Des dels inicis i encara avui en dia, existeixen a la zona de l'Ortoll diferents camps de cultiu amb plantacions de tomaqueres, faves, espigalls, entre d'altres, que es comercialitzen al mercat de Vilanova i la Geltrú. La principal amenaça d'aquests cultius són els tudons i els conills que habiten la zona i que la falta de depredadors naturals fan proliferar exponencialment, posant en perill l'equilibri de l'ecosistema.

### Platja Llarga
La Platja Llarga, a Cubelles, és l'últim reducte, tot i que en estat precari, de l'antic delta del riu Foix. És l'extensió més important de platja sense edificar entre Torredembarra i el riu Llobregat, fet que la converteix en un refugi per ecosistemes d'ambients salins i sorrencs. Juntament amb els seus entorns naturals més propers, formaven l'antiga llacuna del Prat, un espai representatiu del paisatge agrari mediterrani i els aiguamolls litorals, avui en dia molt difícils d'observar en qualsevol punt del territori.